# Saint Antoine l'Abbaye
Saint Antoine l'Abbaye is een fusiegemeente (commune nouvelle) in het Franse departement Isère inde regio Auvergne-Rhône-Alpes. De gemeente maakt deel uit van het arrondissement Grenoble.

## Ontstaan
Saint Antoine l'Abbaye is op 31 december 2015 ontstaan door de fusie van de gemeenten Saint-Antoine-l'Abbaye (met streepjes) en Dionay. De gemeente telde 1.258 inwoners op 1 januari 2022. De voormalige gemeente is lid van Les Plus Beaux Villages de France.

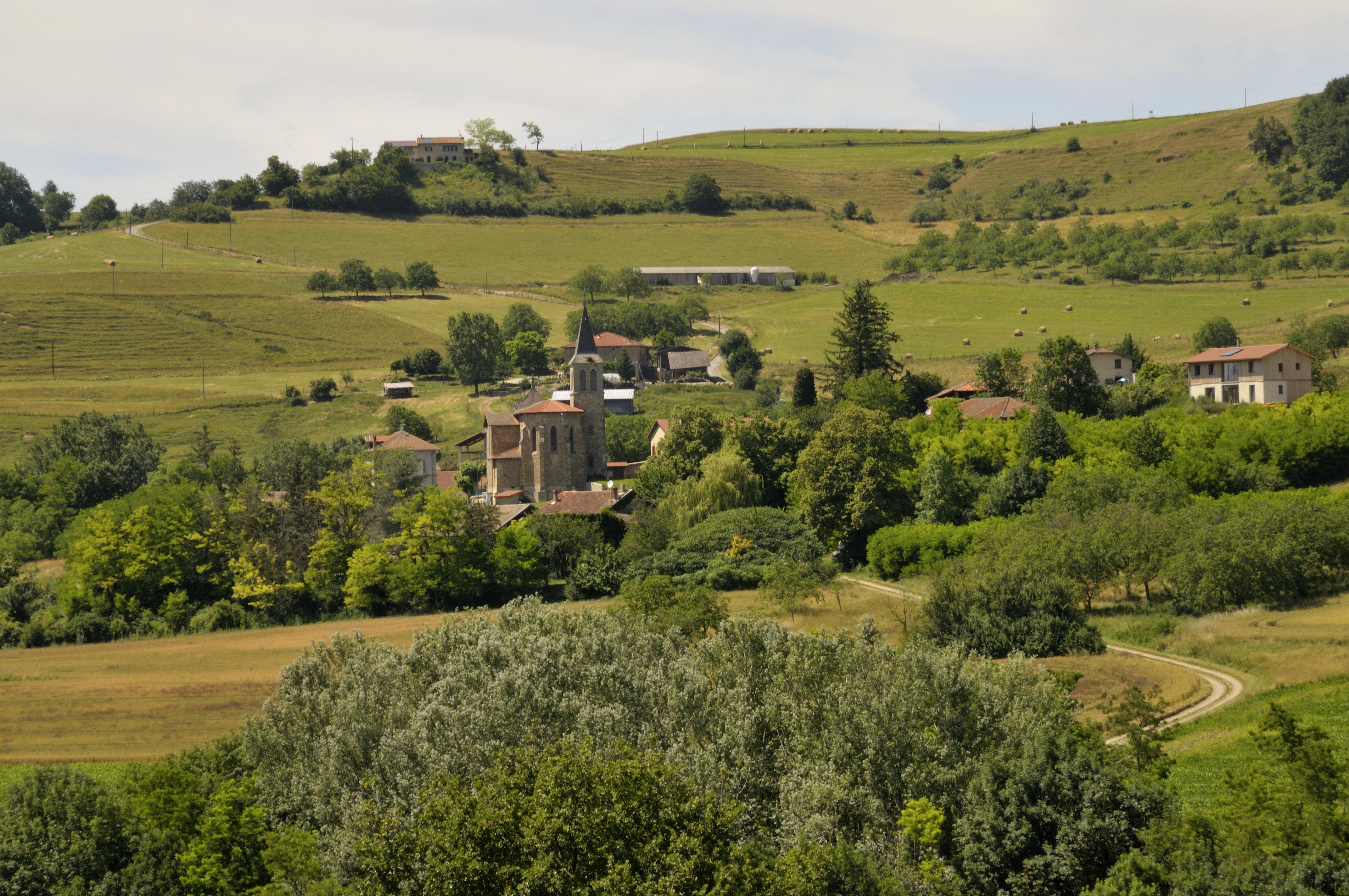
Dionay
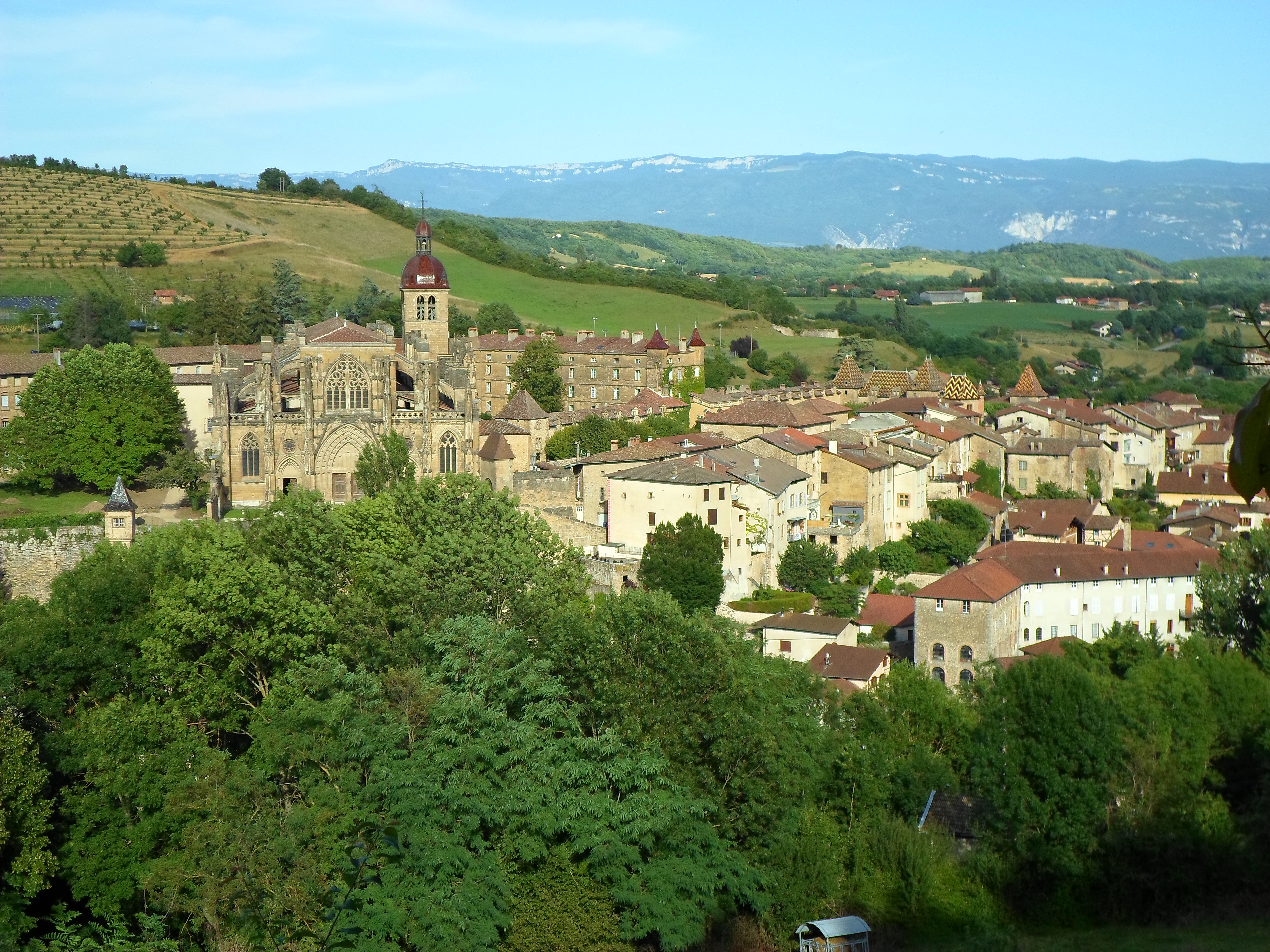
Saint-Antoine-l'Abbaye

## Geografie
De oppervlakte van Saint Antoine l'Abbaye bedroeg op 1 januari 2022 36,22 vierkante kilometer; de bevolkingsdichtheid was toen 34,7 inwoners per km².

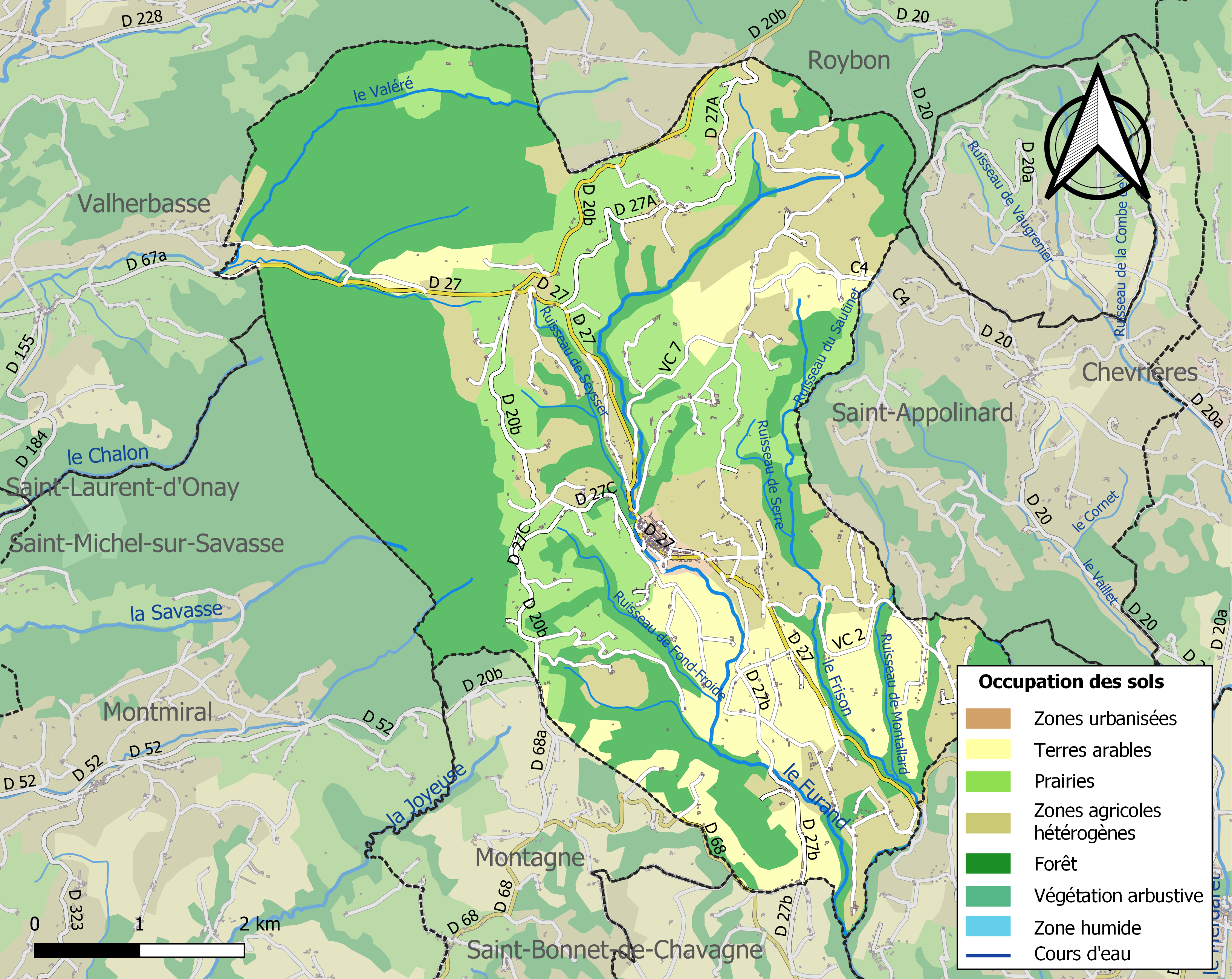
Kaart van de gemeente met de belangrijkste infrastructuur, bodemgebruik en omliggende gemeenten